# Göpfersgrün
Göpfersgrün ist ein Gemeindeteil der Kreisstadt Wunsiedel im Landkreis Wunsiedel im Fichtelgebirge (Oberfranken,  Bayern). Im Jahr 2000 lebten in Göpfersgrün 150 Personen.

## Geographie und Verkehrsanbindung
Das Dorf Göpfersgrün liegt nordöstlich der Kernstadt Wunsiedel an der Staatsstraße 2665. Durch den Ort fließt der Göpfersbach. Östlich verläuft die Bundesautobahn 93.

## Baudenkmäler
In der Liste der Baudenkmäler in Wunsiedel sind für Göpfersgrün vier Baudenkmäler aufgeführt.